# Passagem ou A Meio Caminho
Passagem ou A Meio Caminho (1980) é um filme português de longa-metragem de Jorge Silva Melo. É a sua primeira obra no cinema e a última produção da cooperativa Grupo Zero, que funcionava nas instalações do Teatro da Cornucópia.
Estreia na RTP a 25 de Fevereiro de 1986.

## Ficha sumária
- Obra original: Vida e Obra de Georg Büchner
- Argumento: Jorge Silva Melo
- Realização: Jorge Silva Melo
- Actores principais: Luís Lucas, Teresa Crawford, Clicínia Quartim
- Produção: Grupo Zero
- Formato: 16 mm cor
- Género: ficção (drama político)
- Duração: 85’
- Antestreia: 9º Festival de Cinema da Figueira da Foz

## Sinopse
A história é inspirada na biografia de Georg Büchner (1813-37). Centra-se nos motivos da sua acção política e depois no seu isolamento. Implícita está a alusão aos anos do Maio 68. São desenvolvidos temas que Büchner abordou a partir de O Mensageiro de Hesse, um panfleto exortando os camponeses à revolta. A indiferença destes e a repressão que se abateu sobre os estudantes levam Bŭchner ao cepticismo e à amargura.

## Enquadramento histórico
É, com as longas-metragens de ficção ou documentário do início dos anos oitenta, uma das obras ilustrativas do estado de espírito de alguns intelectuais portugueses de esquerda, preocupados com a evolução político-social do seu país: época em que as esperanças da Revolução dos Cravos definitivamente se desvanecem, sem que pareça existir remédio para o avanço de um neoliberalismo globalizante, ao qual a política  nacional não escapa. Algo que se começa a perceber claramente a partir de meados da década de setenta, perante a intervenção norte-americana no Chile, que derruba o regime de Salvador Allende.
Essa situação coincide com o começo do fim das cooperativas de cinema em Portugal. Cerromaior, de Luís Filipe Rocha, Manhã Submersa, de Lauro António, A Culpa, de António Vitorino de Almeida,  Verde por Fora, Vermelho por Dentro de Ricardo Costa e Bom Povo Português de Rui Simões (cineasta), filmes exibidos no 9º Festival Internacional da Figueira da Foz, em 1980, ilustram, cada um a seu modo, esse estado de espírito dominante em Portugal no início dos anos oitenta..

## Ficha artística
- Luís Lucas
- Teresa Crawford
- Clicínia Quartim
- Isabel de Castro
- Cremilda Gil
- Paulo Rocha
- João Pinto Nogueira
- Diogo Dória
- Virgílio Castelo
- António Wagner
- João Brites
- Cândido Ferreira
- Francisco Costa
- João Guedes
- Gina Santos
- Orlando Costa

## Festivais
- 1980 - 9º Festival de Cinema da Figueira da Foz
- 1981 – 31º Festival Internacional de Cinema de Berlim  (Filmmesse, - de 14 a 19 de Fevereiro : destaque para o cinema português)